# パスカル・バセロン
パスカル・バセロン（Pascal Vasselon, 1963年3月20日 - ）は、フランス出身のレーシングカー技術者である。2006年途中から2009年までトヨタF1のシニア・ゼネラル・マネージャーを務めた。2024年現在はトヨタ・ガズー・レーシング・ヨーロッパ（TGR-E）の副社長。

## 経歴

### トヨタF1加入まで
1963年にフランスに生まれ、1985年にフランス国立航空宇宙大学（現・ISAE SUPAERO）を卒業。卒業後はルノーF1にサスペンション開発担当として加入するが、1985年をもってルノーがF1から撤退したため、その後は市販乗用車開発に携わる。1988年にミシュランへ移籍し、レース部門の様々な役職を歴任した。2000年にミシュランがF1へのタイヤ供給再開を発表すると、総責任者のピエール・デュパスキエに次ぐNo.2としてF1向けのタイヤ開発・供給の指揮を執った。

### トヨタF1時代
2005年にTMG（トヨタ・モータースポーツ）に加入し、トヨタF1でシャーシ研究開発部門の責任者を務めた。2006年、サンマリノGP前に当時の技術部門の責任者であったマイク・ガスコインの解任を受け『車両デザイン及び開発ゼネラル・マネージャー』に就任し、トヨタがF1から撤退する2009年まで同役職で技術部門の責任者を務めた。

### トヨタのF1撤退後
トヨタがF1から撤退した2009年以降もTMG→TGR-Eに在籍しテクニカルディレクターを務める。2012年よりトヨタがFIA 世界耐久選手権に参戦するにあたり、プロトタイプレーシングカーのTS030/TS040/TS050、ル・マン・ハイパーカー（LMH）のGR010の開発に携わった。
2024年1月、TGR-Eのテクニカルディレクターの座を退いた。TGR-Eから退社するわけではなく、同時点では「一時的に日常業務からは離れるものの近いうちに新たな役割を発表する」とし、翌月に「ステラジック・モータースポーツ開発担当副社長」の肩書で「カーボンニュートラルと水素技術に焦点を当てた、将来のグローバルなモータースポーツ活動の計画と開発に貢献する」業務を担当することが明らかにされた。トヨタが2027年よりル・マン24時間レースに投入を計画している、水素燃料エンジンを搭載したプロトタイプカーの開発に専念するための異動と見られている。